# Who’s Next
Who’s Next ist das fünfte Studioalbum der britischen Rockband The Who. Es wurde von der Band in Zusammenarbeit mit Glyn Johns produziert und von Track Record/Polydor im Juli 1971 veröffentlicht. Es wurde in den Olympic Studios in London aufgenommen; der Titel Won’t Get Fooled Again entstand in Mick Jaggers Anwesen Stargroves. Ursprünglich war das Album als Doppelalbum mit dem Namen Lifehouse vorgesehen. Die restlichen Stücke des Albums wurden zum Teil auf dem Album Odds & Sods und auf Soloalben von Pete Townshend veröffentlicht.
Who’s Next gehört zu den bekanntesten und beliebtesten Alben der Who. Mit Baba O’Riley, Behind Blue Eyes und Won’t Get Fooled Again enthält es drei Klassiker der Band. Auf Who’s Next experimentierte Pete Townshend mit den damals neuen Synthesizern (darunter der ARP- und der VCS-3-Synthesizer). The Who gehören nach Emerson, Lake and Palmer zu den ersten Bands, die Synthesizer in der Rockmusik nutzten. Die Gestaltung des Covers koordinierte John Kosh.
Der Name Who’s Next ist eine ins Deutsche nicht übertragbare Doppeldeutigkeit: einmal „Das/Die Nächste von (The) Who“, zum anderen „Wer ist der Nächste (?)“; das bezieht sich augenscheinlich auf das Coverfoto von Ethan Russell: die vier Bandmitglieder haben gerade an einen Betonblock uriniert.

## Titelliste

### Originalalbum
Seite 1:
1. Baba O’Riley (Pete Townshend) – 4:59
2. Bargain (Pete Townshend) – 5:33
3. Love Ain’t for Keeping (Pete Townshend) – 2:11
4. My Wife (John Entwistle) – 3:35
5. The Song Is Over (Pete Townshend) – 6:16

Seite 2:
1. Getting in Tune (Pete Townshend) – 4:49
2. Going Mobile (Pete Townshend) – 3:40
3. Behind Blue Eyes (Pete Townshend) – 3:40
4. Won’t Get Fooled Again (Pete Townshend) – 8:31

### Erweiterte CD
1995 erschien eine digital überarbeitete Version des Albums, die einige Bonustitel enthält, unter anderem eine weitere, ursprünglich vorgesehene Version des Lieds Behind Blue Eyes.
1. Pure and Easy (Pete Townshend)
2. Baby, Don’t You Do It (Holland/Dozier/Holland)
3. Naked Eye (Pete Townshend)
4. Water (Pete Townshend)
5. Too Much of Anything (Pete Townshend)
6. I Don’t Even Know Myself (Pete Townshend)
7. Behind Blue Eyes (Original Version) (Pete Townshend)

### Deluxe-Version
2003 erschien eine „Deluxe-Version“ des Albums als Doppel-CD. Die erste CD enthält die neun Stücke des Originalalbums, gefolgt von sechs Aufnahmen aus der „New York Plant Session“ vom März 1971.
1. Baba O’Riley – 5:01
2. Bargain – 5:33
3. Love Ain’t for Keeping – 2:10
4. My Wife – 3:35
5. The Song Is Over – 6:17
6. Getting in Tune – 4:49
7. Going Mobile – 3:43
8. Behind Blue Eyes – 3:42
9. Won’t Get Fooled Again – 8:35
10. Baby Don’t You Do It – 8:21
  - Gleiche Version wie auf der CD von 1995, aber länger
11. Getting in Tune – 6:36
  - Bis dato unveröffentlichte alternative Version des Stücks
12. Pure and Easy – 4:33
  - Gleiche Version wie auf der CD von 1995, allerdings anders abgemischt
13. Love Ain’t for Keeping – 4:06
  - Elektronische Fassung, bereits vorher auf der 1998er CD-Version Odds & Sods veröffentlicht
14. Behind Blue Eyes – 3:30
  - Alternative Version mit Al Kooper (Orgel), bereits auf 1995-CD veröffentlicht
15. Won’t Get Fooled Again – 8:48
  - Version der New-York-Sessions

Die zweite CD enthält Live-Aufnahmen aus dem „Young Vic Theatre“ vom 26. April 1971.
1. Love Ain’t for Keeping
2. Pure and Easy
3. Young Man Blues
4. Time Is Passing
5. Behind Blues Eyes
6. I Don’t Even Know Myself
7. Too Much of Anything
8. Getting in Tune
9. Bargain
10. Water
11. My Generation
12. (I’m a) Road Runner
13. Naked Eye
14. Won’t Get Fooled Again

## Kommerzieller Erfolg

### Chartplatzierungen
| ChartsChartplatzierungen       | Höchstplatzierung | Wochen |
| ------------------------------ | ----------------- | ------ |
| Deutschland (GfK)              | 14 (14 Wo.)       | 14     |
| Österreich (Ö3)                | 38 (1 Wo.)        | 1      |
| Schweiz (IFPI)                 | 39 (1 Wo.)        | 1      |
| Vereinigte Staaten (Billboard) | 4 (43 Wo.)        | 43     |
| Vereinigtes Königreich (OCC)   | 1 (20 Wo.)        | 20     |

### Auszeichnungen für Musikverkäufe
| Land/Region                  | Auszeichnungen für Musikverkäufe (Land/Region, Auszeichnung, Verkäufe) | Verkäufe  |
| ---------------------------- | ---------------------------------------------------------------------- | --------- |
| Italien (FIMI)               | Platin                                                                 | 50.000    |
| Vereinigte Staaten (RIAA)    | 3× Platin                                                              | 3.000.000 |
| Vereinigtes Königreich (BPI) | Platin                                                                 | 300.000   |
| Insgesamt                    | 5× Platin ·                                                            | 3.350.000 |